# Vol espacial interestel·lar

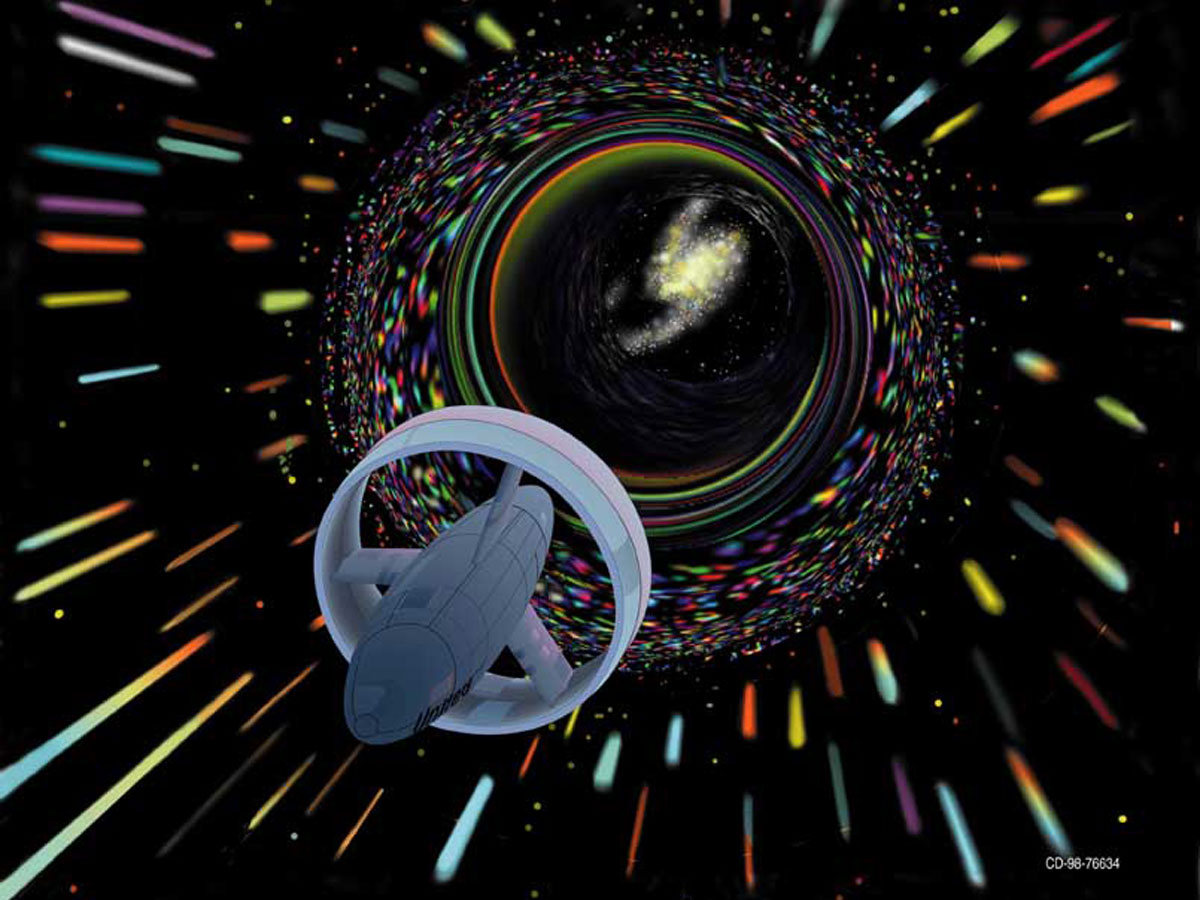
Impressió artística d'una hipotètica «Nau propulsada per inducció de forat de cuc», basada indirectament en un treball de 1994 de Miguel Alcubierre. Crèdit: NASA CD-98-76634 pels Bossinas.

El vol espacial interestel·lar o viatge interestel·lar és un viatge tripulat o no-tripulat entre estels. Aquest és un concepte bàsic dins de la ciència-ficció, però en la pràctica, el viatge interestel·lar és molt més difícil que el viatge interplanetari a causa que les distàncies implicades són enormement majors (de l'ordre de l'any llum). Per la mateixa raó, el viatge intergalàctic és encara més complicat.
La versemblança del viatge interestel·lar ha estat debatut àrduament per diversos científics, autors de ciència-ficció i entusiastes. En aquest sentit, s'han publicat molts treballs sobre conceptes relacionats. Donats un temps de viatge suficient i un treball d'enginyeria, semblen possibles tant viatges no-tripulats com a viatges generacionals, encara que representen un considerable repte tant tecnològic com a econòmic difícil d'aconseguir durant algun temps, en concret per a les sondes tripulades. La NASA ha estat investigant en aquests temes durant diversos anys, i ha acumulat una sèrie d'aproximacions teòriques.

## Dificultats del viatge interestel·lar
La principal dificultat del viatge interestel·lar és l'enorme distància que ha de cobrir-se, i en conseqüència, el temps que portaria amb els mètodes de propulsió més realistes —de dècades a mil·lennis. Així, una nau interestel·lar estaria molt més exposada als perills que es troben en els viatges interplanetaris, com l'intens buit, radiació i micrometeoroides. El llarg temps de viatge fa difícil dissenyar missions tripulades, i la justificació econòmica de qualsevol missió interestel·lar és gairebé impossible, ja que els beneficis que no són accessibles en un termini de dècades —o major— tenen un valor actual proper a zero.
S'ha sostingut, que si una missió interestel·lar no pot ser completada en menys de 50 anys, probablement no hauria d'iniciar-se. En comptes d'això, els diners haurien de ser invertits a dissenyar un millor sistema de propulsió. Això es deu al fet, que una nau espacial lenta, probablement és depassada per una altra missió posterior dotada d'un sistema de propulsió més avançat.
Els viatges intergalàctics implicarien distàncies d'un milió de vegades majors que els viatges interestel·lars, augmentant les dificultats en un factor similar.

### Distàncies interestel·lars
Freqüentment, les distàncies astronòmiques es mesuren pel temps que empra la llum a viatjar entre dos punts (vegeu any llum). La llum, en el buit, viatja a 299.792.458 metres per segon. La distància entre la Terra i la Lluna és d'1,3 segons llum, que amb la tecnologia de propulsió espacial actual, suposa un viatge d'uns tres dies de durada. La distància entre la Terra i els altres planetes del sistema solar varia entre tres minuts llum i unes quatre hores llum. Depenent del planeta i de la seva alineació amb la Terra, les naus espacials no-tripulades empren entre uns pocs mesos i una mica més d'una dècada a realitzar el viatge.

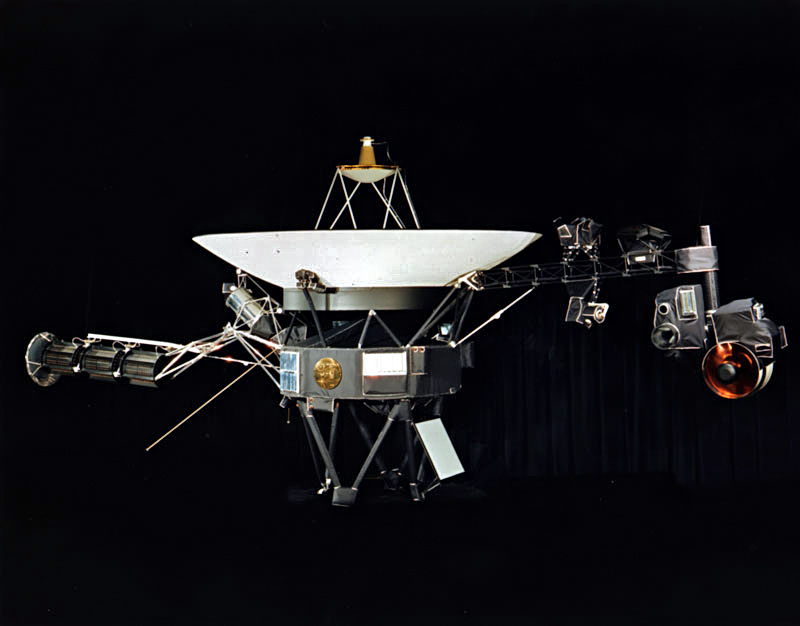
Sonda espacial Voyager 1.

L'estel més proper al Sol és Proxima Centauri, una nana vermella que forma part del sistema Alfa Centauri a 4,23 anys llum de distància (vegeu Llista d'estels més propers). La nau espacial més ràpida enviada fins ara cap a l'exterior, Voyager 1, ha recorregut 1/600 d'any llum en 30 anys i viatja a 1/18000 de la velocitat de la llum (vegeu Llista d'objectes creats per l'home que més s'han allunyat de la Terra). A aquesta velocitat, el viatge a Pròxima del Centaure duraria uns 72.000 anys. Indubtablement, aquesta missió no estava programada específicament per viatjar ràpidament cap als estels, i la tecnologia actual és molt superior. El temps de viatge pot reduir-se a uns pocs mil·lennis, o fins i tot a un segle o menys utilitzant la propulsió nuclear d'impuls —Projecte Orió.

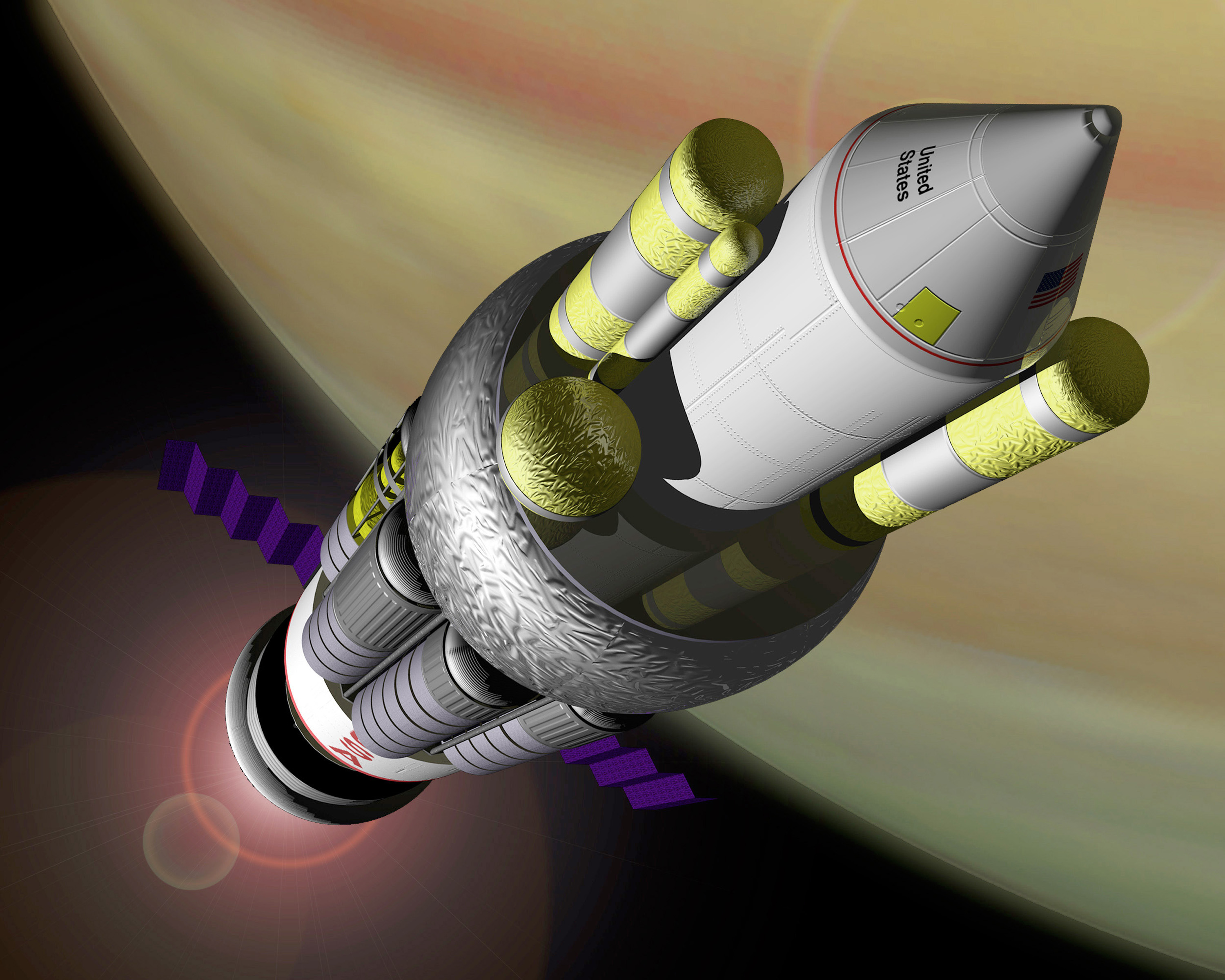
Concepció artística del Projecte Orió de la NASA.

No obstant això, no existeix tecnologia actual capaç de propulsar una nau amb una velocitat que li permeti arribar un altre estel en menys de 50 anys. Les teories actuals en física assenyalen que és impossible viatjar més ràpid que la llum —velocitat superlumínica—, i suggereixen que de ser això possible, podria també ser possible construir una màquina del temps amb mètodes similars.
D'altra banda, la teoria de la relativitat especial ofereix la possibilitat d'escurçar el temps de viatge aparent: si la nau es mou a una velocitat propera a la velocitat de la llum, la dilatació del temps relativista faria que el viatge semblés molt més curt per al viatger. No obstant això, per a la gent que romangués a la Terra transcorrerien molts anys fins que els viatgers tornessin de nou: els viatgers trobarien que hauria transcorregut molt més temps a la Terra que el que haurien emprat en el viatge —aquest efecte s'il·lustra en la paradoxa dels bessons.
La relativitat general ofereix la possibilitat teòrica dels viatges superlumínics sense violar les lleis fonamentals de la física per mitjà de forats de cuc, tot i que encara es debat si aquests existeixen al món real. Els mecanismes proposats per a viatges més ràpids que la llum, dins de la teoria de la relativitat general, requereixen l'existència de matèria estranya.
Hi ha 59 sistemes estel·lars coneguts dintre de vint anys llums des del sol, contenint 81 estrelles visibles. La següent taula seria considerada una llista dels principals objectius en missions interestel·lars:
| Sistema estel·lar | Distància (al) | Comentaris |
| ----------------- | -------------- | --- |
| Alfa Centauri     | 4,3            | Sistema més proper. Tres estrelles (G2, K1, M5). L'estrella Alfa Centauri A és similar al nostre Sol (una estrella G2). Alfa Centauri B té un planeta confirmat.                                                        |
| Estel de Barnard  | 6,0            | Nana roja del tipus M5, petita i de baixa lluminositat. El següent més proper al sistema solar. |
| Sírius            | 8,7            | Estrella A1 gran, molt brillant i companya d'una nana blanca. |
| Epsilon Eridani   | 10,8           | Una sola estrella K2 lleugerament més petita i freda que el Sol. Té dos cinturons d'asteroides, podria tenir un planeta gegant però més petit, i pot contenir un sistema planetari del tipus semblant al sistema solar. |
| Tau Ceti          | 11,8           | Una sola estrella G8 semblant al Sol. Alta probabilitat de tenir un sistema planetari de tipus sistema solar: les evidències actuals mostren 5 planetes amb dos potencialment a la zona habitable.                      |
| Gliese 581        | 20,3           | Sistema planetari múltiple. L'exoplaneta no confirmat Gliese 581 g i el confirmat Gliese 581 d són a la zona d'habitabilitat de l'estrella.                                                                             |
| Vega              | 25,0           | Almenys un planeta, i d'una edat adequada per haver desenvolupat la vida primitiva |

La tecnologia astronòmica actual i a curt termini és capaç de trobar sistemes planetaris al voltant d'aquests objectes, augmentant el seu potencial per a l'exploració.

### Missions tripulades
La massa de qualsevol nau capaç de transportar éssers humans seria inevitablement diverses ordres de magnitud major que la necessària per una sonda interestel·lar no-tripulada. Com a exemple, la primera sonda espacial, Luna 1, tenia una massa en òrbita sense combustible de 361 kg, mentre que la primera nau que transportava un ésser viu, la gossa Laika en el Spútnik 2, tenia una càrrega 20 vegades major. En el cas de missions interestel·lars, la diferència entre tots dos tipus de nau és molt major, ja que a causa de la gran extensió de temps implicada és necessari un sistema de suport de vida.

## Mètodes proposats per a viatges interestel·lars
Si una nau espacial pogués viatjar a una velocitat mitjana del 10% de la velocitat de la llum, això seria suficient per arribar a Pròxima del Centaure en quaranta anys. Hi ha diversos sistemes de propulsió capaços d'aconseguir això, però cap d'ells és raonablement econòmic.

### Propulsió nuclear de impuls
Des de la dècada de 1960, és tècnicament possible construir naus espacials amb propulsió nuclear d'impuls, això són, naus conduïdes per una sèrie d'explosions nuclears. Aquest sistema de propulsió comporta la possibilitat d'un impuls específic molt alt —l'equivalent en els viatges espacials a l'economia de combustible— i una alta velocitat, per la qual cosa aconseguir l'estel més proper seria una qüestió de dècades i no de segles. Els costos operatius i de construcció per unitat de massa en òrbita -sense combustible- serien similars als de les naus que utilitzen coets químics.
Existeixen dos projectes de naus espacials que utilitzen propulsió nuclear de pols, el Projecte Orion i el Projecte Longshot. Mitjançant l'ús de bombes nuclears en miniatura com a combustible, l'Orion hauria d'aconseguir un 3% de la velocitat de la llum. És una les poques propostes d'una nau interestel·lar que pot ser construïda enterament amb tecnologia actual.

### Coets de fusió
Naus espacials de coets de fusió, utilitzant previsibles reactors de fusió, haurien de poder aconseguir un 10% de la velocitat de la llum. Com a combustible usarien deuteri. Una proposta per a una nau d'aquest tipus és el Projecte Daedalus.
El problema de tots els mètodes de propulsió tradicionals és que la nau espacial ha de transportar el seu combustible, fent-la bastant pesada. Els tres mètodes següents intenten resoldre aquest problema.

### Ramjets interestel·lars

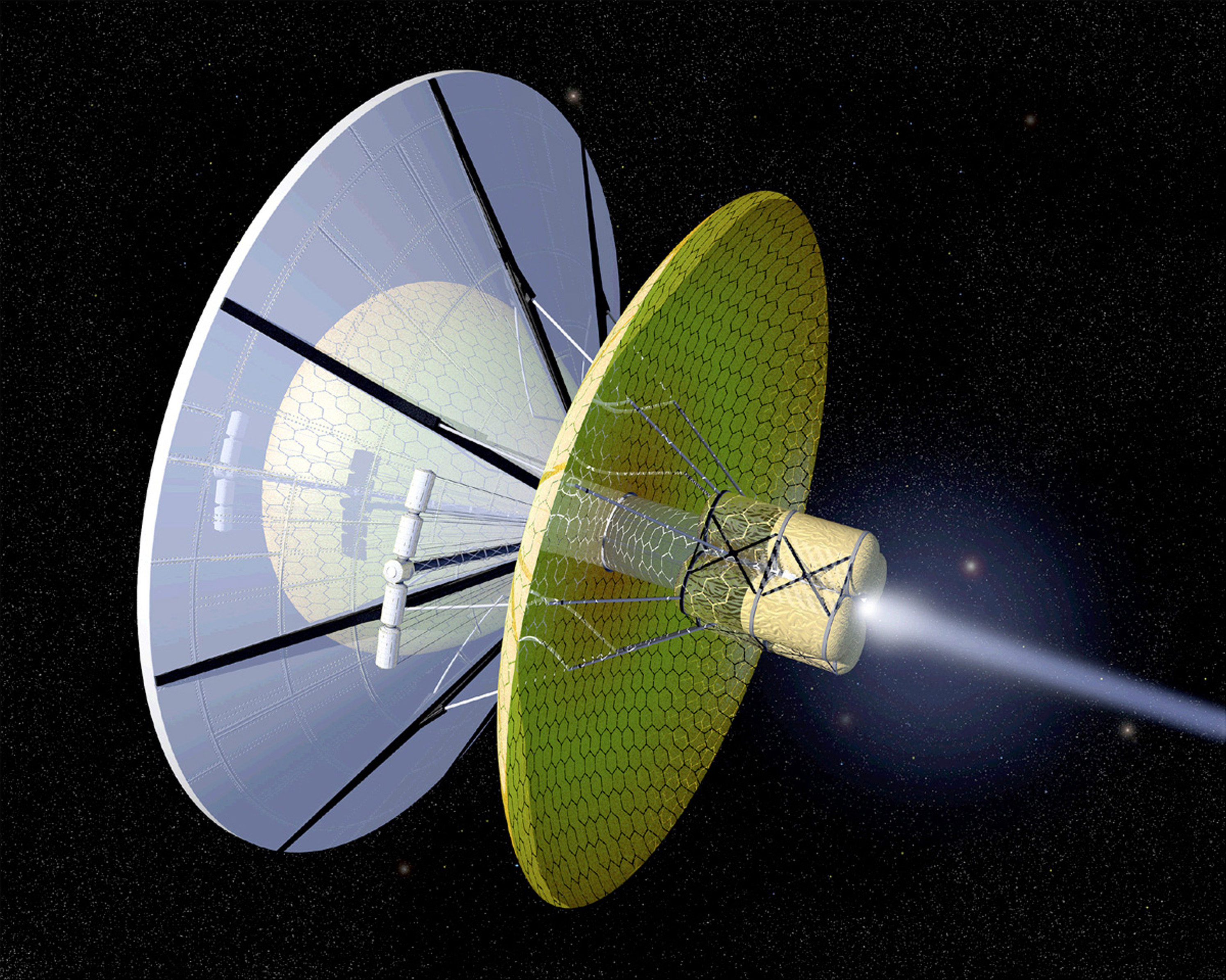
Il·lustració artística d'un col·lector Bussard.

En 1960 Robert W. Bussard va proposar el Bussard ramjet, un coet de fusió on un gegantesc col·lector recolliria l'hidrogen difús de l'espai interestel·lar, el cremaria durant el vol mitjançant una reacció de fusió protó-protó, i expulsaria els residus cap enrere. Tot i que càlculs posteriors amb estimacions més precises suggereixen que l'impuls generat seria menor que la resistència ocasionada per qualsevol tipus de col·lector, la idea és atractiva perquè atès que el combustible es recull en ruta, teòricament la nau podria accelerar fins a prop de la velocitat de la llum.

### Coets d'antimatèria
Un coet d'antimatèria tindria una densitat d'energia i impuls específic molt major que qualsevol altre tipus proposat de coet. Si es troben recursos energètics i mètodes eficients de producció per crear antimatèria en la quantitat requerida, teòricament podrien aconseguir-se velocitats properes a la de la llum, on la dilatació del temps s'escurçaria de forma considerable el temps de travessia per als viatgers.

### Propulsió amb rajos

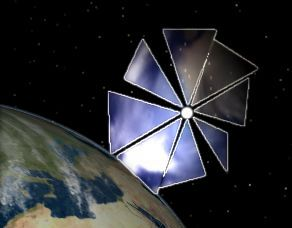
Imatge artística de la Cosmos 1, projecte de vela solar.

Vel·les solars impulsades per làsers massius situats en terra podrien, potencialment, aconseguir fins i tot velocitats majors, ja que no necessiten massa de reacció i, per tant, no necessiten accelerar aquesta massa ni la mateixa nau. En teoria una vela solar conduïda per un làser o un altre raig des de la Terra pot usar-se per desaccelerar un nau espacial aproximant-se des d'un estel distant o planeta, mitjançant el despreniment de part de la vela i utilitzant-la per enfocar el raig en la superfície frontal de la resta de la vela.
La propulsió mitjançant un raig làser sembla avui la millor tècnica per als viatges interestel·lars, ja que usa una física coneguda i una tecnologia també coneguda que ha estat desenvolupada per a altres finalitats.

## Mètodes més especulatius
Entre els mètodes més especulatius cal distingir, d'una banda, aquells en els quals no se sobrepassa la velocitat de la llum i, d'altra banda, aquells en els quals la velocitat de la llum no constitueix un límit infranquejable (viatges superlumínics).

## Viatges a la velocitat de la llum

### Viatges interestel·lars per transmissió
Si les entitats físiques poden ser transmeses com a informació i reconstruïdes en la seva destinació, el viatge exactament a la velocitat de la llum seria possible. Dins de la relativitat general, la informació no pot viatjar més ràpid que la llum. L'increment de velocitat quan es compara amb els viatges a velocitats properes a la de la llum podria semblar mínima per a observadors des de fora, però per als viatgers el viatge seria instantani.
Codificar, enviar i després reconstruir una descripció àtom a àtom de -per exemple- un cos humà pot resultar desalentador, però pot ser suficient per enviar programari, que per a propòsits pràctics, reprodueix la funció neuronal d'una persona. Presumiblement el receptor o reconstructor d'aquestes transmissions ha de ser enviat a la destinació per mètodes més convencionals.

## Viatges superlumínics
S'han postulat diverses maneres de sobrepassar la velocitat de la llum. Fins i tot els de caràcter més seriós són enormement especulatius.

### Curvatura de l'espaitemps
En la teoria de la relativitat general, l'espaitemps està corbat d'acord amb l'equació d'Einstein:
{\displaystyle G_{\mu \nu }=8\pi \,GT_{\mu \nu }}
La relativitat general pot permetre que un objecte viatgi més ràpid que la llum en l'espaitemps corb. Es pot imaginar com, aprofitant la curvatura, prendre una "drecera" d'un punt a un altre. Aquesta és una forma del concepte de Warp o propulsió de curvatura.
Els motors Warp són utilitzats en la ciència-ficció però la seva viabilitat real encara no s'ha rebutjat. El motor Warp permetria viatjar a velocitats superlumíniques sense violar la teoria de la relativitat, perquè la nau en si mateixa no viatjaria a velocitats superiors a la de la llum, sinó que seria el mateix teixit espaitemporal el que es deformaria, arrossegant a la nau.
En teoria, no hi ha impediments físics que impedeixin viatjar a una velocitat arbitràriament alta.
El principal problema d'aquest mètode (a més de la seva complexitat tecnològica, que impedeix plantejar-ho en un horitzó proper), és l'extraordinari consum d'energia que exigiria: s'ha calculat que per traslladar una nau de 1.000 m³ a velocitats superlumíniques, caldria consumir l'energia equivalent a la matèria continguda al planeta Júpiter.
En física, la mètrica d'Alcubierre està basada en l'argument que la curvatura pot prendre la forma d'una ona en la qual la nau pot ser transportada com en una "bombolla". L'espai pot estar col·lapsant-se en un extrem de la bombolla i expandint-se en l'altre extrem. El moviment de l'ona podria transportar una nau espacial des d'un punt a un altre de l'espai en menys temps que el que empraria la llum en viatjar a través de l'espai no-corb. Aquest concepte requeriria que la nau incorporés una regió de matèria exòtica. Com un hipotètic mitjà de transport interestel·lar, la idea ha estat criticada.

### Forats de cuc
Els forats de cuc són distorsions hipotètiques de l'espaitemps que teòricament podrien connectar dos punts arbitraris en l'univers, a través d'un pont d'Einstein-Rosen. Es desconeix si els forats de cuc són possibles en la pràctica. Encara que hi ha solucions de l'equació d'Einstein de la relativitat general que tenen en compte forats de cuc, totes les solucions actualment conegudes impliquen alguna assumpció, com per exemple l'existència de massa negativa, que pot estar fora de la física. No obstant això, Cramer et al. sostenen que aquests forats de cuc podrien haver estat creats en l'univers primerenc, estabilitzats per la corda còsmica.

## Mètodes per a missions tripulades lentes
Viatges interestel·lars lents, com el Projecte Longshot, generalment usen tecnologies de propulsió de naus espacials del futur proper. Per tant, els viatges són molt llargs, amb una durada que va des d'uns cent anys fins a milers d'anys. Els viatges tripulats podrien ser viatges d'anada per establir colònies. La durada d'aquest viatge presentaria un obstacle enorme en si mateix. Per salvar aquest obstacle s'han proposat diferents solucions:

### Naus generacionals
Una nau generacional és un tipus d'arca interestel·lar en el qual els viatgers viuen normalment -no en animació suspesa- i la tripulació que arriba a destinació està formada pels descendents d'aquells que van iniciar el viatge.
Les naus generacionals no són factibles actualment, a causa de l'escala enorme de la nau com a la difícil construcció d'un hàbitat autònom tan segellat. Els ecosistemes tancats artificials, inclusivament Biosfera 2, han estat construïts en una temptativa de resoldre les dificultats d'enginyeria plantejades en aquests sistemes, amb resultats diversos.
Les naus generacionals també haurien de solucionar problemes biològics i socials importants. Les estimacions de la població viable mínima varien; entorn de 180 és el nombre més baix, però una població tan petita seria vulnerable a la deriva genètica, que podria reduir el patrimoni genètic sota un nivell segur. Una nau generacional en ficció típicament pren milers d'anys per aconseguir la seva destinació, un lapse de temps més llarg que la durada de la majoria de les civilitzacions humanes. D'aquí deriva el risc que la cultura que arriba a la destinació pugui ser incapaç de fer el que és necessari. En el pitjor dels casos pot haver-se caigut en la barbàrie. Així mateix és possible que els mateixos viatgers puguin oblidar-se que ells estan en una nau generacional.

### Animació suspesa
S'han postulat diverses tècniques per l'animació suspesa. Aquestes inclouen la hibernació humana i la preservació criònica. Encara que actualment cap és pràctica, ofereixen la possibilitat de naus dormitori en les quals els viatgers romanen inerts en els llargs anys de viatge.

### Ampliació de la vida humana
Una variant d'aquesta possibilitat està basada en el desenvolupament de l'extensió substancial de la vida humana, com l'estratègia de Senectut Insignificant Manipulada del doctor Aubrey de Grey. Si les vides dels tripulants de la nau fossin d'alguns milers d'anys, podrien creuar distàncies interestel·lars sense la necessitat de ser substituïts per generacions posteriors. Els efectes psicològics d'un viatge d'aquesta durada podria suposar un problema.

### Embrions congelats
Una altra possibilitat teòrica és una missió espacial robòtica portant un cert nombre d'embrions humans congelats d'una etapa primerenca. Aquest mètode de la colonització espacial requereix, entre altres coses, el desenvolupament d'un mètode de reproduir les condicions d'un úter, el descobriment previ d'un planeta terrestre habitable, i avanços en el camp de robots mòbils totalment autònoms.

## Ciència-ficció
El viatge interestel·lar és un tema comú o subgènere en la ciència-ficció. Les històries d'aquest tipus descriuen un entorn futurista en el qual la humanitat ha descobert com viatjar als estels. Usualment utilitzen una ciència fictícia, la de l'hiperespai. L'hiperespai es troba més enllà de l'univers i alhora inunda tot l'espai. Des de qualsevol punt de l'univers es pot accedir-hi. És un concepte que data des de l'Edat d'Or de la Ciència-ficció nord-americana. D'aquesta forma, els personatges poden evadir la llei relativista que no es pot viatjar més ràpid que la llum; com l'hiperespai està connectat amb tot l'espaitemps, el seu viatge a través normalment no pren temps.
A part de l'hiperespai, les novel·les d'aquest tipus agreguen que les naus espacials compten amb motors d'antimatèria, nuclears, solars o d'algun nou tipus de tecnologia. Actualment hi ha un concepte similar que és el dels forats de cuc; aquest sí és un tema científic, estudiat per Kip Thorne, per exemple. No obstant això, no ha estat utilitzat en moltes obres de ficció, a excepció de la novel·la Contact, de Carl Sagan, i les sèries de televisió Star Trek: Deep Space 9 i Stargate SG1.
Són moltes les obres que tracten aquest tema. Com a exemples podem trobar la sèrie Fundació d'Isaac Asimov que és un clàssic en el gènere. Consta de sis llibres que expliquen la història de la caiguda de l'Imperi Galàctic en el futur llunyà. La humanitat ha colonitzat la galàxia i ha oblidat el seu planeta d'origen, la Terra. Hari Seldon descobreix, per mitjans matemàtics, que l'Imperi està a la vora de la destrucció. Inventa la ciència de la psicohistòria, per mitjà de la qual pot fer prediccions fiables en lapses de milers d'anys. Aquesta ciència s'assembla a la física dels gasos ideals i la termodinàmica, en el qual les partícules individuals actuen com un conjunt, un sistema. Per tant, en la psicohistòria, els canvis que una persona pugui ocasionar són irrellevants. Aquesta ciència exigeix volums gegantescs de població; per aquesta raó pot ser aplicada en aquesta època, en què la població és de centenars de milers de milions, escampada per tota la galàxia.
Star Wars és un altre exemple d'aquest gènere; no obstant això, aquesta novel·la també és classificada com space opera. Aquesta novel·la va ser portada al cinema pel seu creador, George Lucas, qui va realitzar sis pel·lícules sobre aquestes aventures. La ciència-ficció utilitzada en aquesta obra és considerada ciència-ficció tova —soft SF— per l'ús de múltiples elements fantàstics.
Un exemple també cridaner dins de la ciència-ficció és el de Dune, de Frank Herbert. En aquesta novel·la es descriu la possibilitat de "doblegar" l'espai. Aquesta teoria es basa en la curvatura de l'espaitemps. No obstant això, en lloc de reduir la distància recorreguda en uns quants anys-llum, la qual cosa es crea és una espècie de nexe entre dos punts de l'espai que permeten recórrer aquesta distància en, amb prou feines, uns segons. Es podria considerar un híbrid entre les teories de la curvatura de l'espaitemps, la dels forats de cuc i la de l'hiperespai.
Un altre exemple bastant original és l'exposat en la saga Mass Effect en el qual la galàxia aquesta connectada per un sistema de relés que redueix la massa de les naus interestel·lars a zero permetent així el viatge superlumínic.
La situació produïda per naus amb tecnologia de propulsió més avançada que avancen a altres més lentes ha estat dramatitzat en l'obra de ciència-ficció Crisálida d'Eduardo Gallego i Guillem Sánchez i Gómez.
Molts altres autors, principalment nord-americans, han incursionat amb èxit en aquest subgènere.